# Aeropuerto
Aeropuerto é um dos cinco bairros do distrito de Barajas, em Madrid, Espanha.
Está localizado neste bairro o Centro Municipal de Mayores 'Barrio Aeropuerto' e o Aeroporto de Madrid-Barajas.